# Juanjo Menéndez
Juan José Menéndez Gutiérrez de la Torre (Madrid, 16 de mayo de 1929 - Madrid, 7 de noviembre de 2003), conocido como Juanjo Menéndez, fue un actor español.

## Teatro
Sus primeros contactos con el mundo de la interpretación se producen a través del Teatro Español Universitario, mientras cursa estudios de Derecho. En esa etapa como actor aficionado debuta sobre el escenario y participa, de la mano de Gustavo Pérez Puig, en el estreno de Tres sombreros de copa, la obra cumbre de Miguel Mihura.
Antes de finalizar la carrera abandona las aulas para dedicarse plenamente al teatro, ingresando primero en la Compañía de Amparo Rivelles y más adelante en la del Teatro Nacional María Guerrero, donde interpreta Una bomba llamada Abelardo (1953), de Alfonso Paso; Escuadra hacia la muerte (1953), de Alfonso Sastre, con Agustín González y Adolfo Marsillach; La alondra (1954), de Jean Anouilh, bajo dirección de José Tamayo y compartiendo escenario con Mary Carrillo, y Seis personajes en busca de autor (1955), de Luigi Pirandello.
En 1959 consigue formar su propia Compañía y en los años siguientes se consolida como uno de los actores cómicos más destacados del teatro español de la época.
En sus últimos años se dedicó también a la dirección de escena en obras como Sálvese quien pueda (1983), No corran, que es peor (1984), Los viernes a las seis (1992) o La otra orilla (1995). Continuó trabajando hasta 1999, pero tuvo que dejarlo por culpa del avance de la enfermedad de Alzheimer que padecía.
En noviembre de 2000, tras sufrir un agravamiento, la familia de Juanjo Menéndez anunció, a través de un comunicado, su retirada de los escenarios y de la vida pública
Falleció el 7 de noviembre de 2003 a los 74 años de edad, en la residencia para enfermos de Alzheimer en la que estaba ingresado desde que su estado de salud había empeorado.
Otras obras interpretadas fueron:
- Medio minuto de amor (1953), de Aldo de Benedetti, con José Bodalo, Amparo Rivelles, Alicia Palacio, Agustín Povedano, Laura Alcoriza.
- Escuadra hacia la muerte (1953), de Alfonso Sastre, con Adolfo Marsillach, Félix Navarro, Miguel Ángel, Fernando Guillen, Agustín González.
- Una bomba llamada Abelardo (1953), de Alfonso Paso, con Agustín González, Blanca Sendino, Fernando Guillen, Carmen Lozano, Beni Deus, Manuel Alexandre.
- Inquisición (1953), de Diego Fabbri, con Amparo Soler Leal, Miguel Ángel, Salvador Soler Marí.
- Mi mujer es un gran hombre (1954), de Louis Verneuil y Georges Berr, con Amparo Rivelles, Alicia Palacio.
- Sinfonía acabada (1954), de Jaime de Armiñán, con José Luis Ozores, Antonio Ozores, Blanca Sendino, Valeriano Andrés, Carola Fernán Gómez, Elvira Quintillá, Elena Santonja, Marcela Yurfa.
- La alondra (1954), de Jean Anouilh, con Mary Carrillo, Guillermo Marin, Alfonso Muñoz, Társila Criado, José Bruguera, José Codoñer, Amparo Soler Leal, Adolfo Marsillach, Antonio Ferrandis, Lola Lemos.
- La novia del espacio (1956).[1]
- La ciudad sin Dios (1957).[2]
- El sistema Ribadier (1960), de Georges Feydeau, con Carmen Bernardos, Manuel Díaz González.
- La tentación vive arriba (1960).
- No puedo vivir sin ti (1960), de Álvaro de Laiglesia, con Carlos Muñoz, Elena Maria Tejeiro, Celia Foster, Carmen Porcel, Luis Vilar.
- Oscar (1960), de Claude Magnier, con Julita Martínez, Luchy Soto, Félix Navarro, Antonio Martelo, Maite Blasco, Carmen Luján.
- Vamos a contar mentiras (1961), de Alfonso Paso, con Amparo Baro, Manuel Alexandre, Ramón Corroto.
- Boeing boeing (1962).
- El lindo Don Diego (1963), de Agustín Moreto, con Armando Calvo, Antonio Gandía, Carmen Bernardos, Miguel Ángel, Alicia Hermida, Jacinto Martin, Maite Blasco.
- El sueño de una noche de verano (1964).[3]
- Ninette y un señor de Murcia (1964), de Miguel Mihura, con Paula Martel, Aurora Redondo, Rafael López Somoza, Alfredo Landa.
- Todos somos compañeros (1965), de Jaime de Armiñan, con Olga Peiró, Nuria Carresi, Rafaela Aparicio, Gloria Osuna.
- El apagón (1968), de Peter Shaffer.[4]
- Educando a una idiota (1969), de Alfonso Paso, con Carmen de Lirio, Carlos Ibarzábal, Francisco Vals.
- El taxi de los conflictos (1969), de José Luis Sáenz de Heredia, con Alberto Closas, Juan Diego, Lola Flores, Marisol, Gracita Morales, Concha Velasco...
- La idea fija (1970), de Juan José Alonso Millán, con Manolo Gómez Bur, Josele Roman, María Cuadra, Paloma Hurtado.
- El lindo don Diego (1972), de Agustín Moreto, con María Kosty, Marisol Ayuso, Almudena Cotos.[5]
- Los peces rojos (1973)
- Violines y trompetas (1977).
- Las divinas (1978).
- Nunca es tarde si la noche es buena (1982).
- La movida (1983).
- Vente a Sinapia (1983).
- Divinas palabras (1986).
- Tratamiento de choque (1986).
- El sí de las niñas (1988).
- Ocúpate de Amelia (1988).
- El viejo y la niña (1989).
- Cuéntalo tú, que tienes más gracia (1989).
- Retorno al hogar (1994).
- El marco incomparable (1995).
- Los tres etcéteras de don Simón (1997).

## Cine
En cine debuta en 1953 con Maldición gitana, de Jerónimo Mihura. No obstante no será hasta la década de los sesenta cuando consiga su máxima popularidad, en un tiempo en el que llega a intervenir en cerca de diez películas al año. Casi siempre en películas cómicas; sin embargo, también pudo vérsele en papeles con un importante registro dramático.

### Filmografía (selección)
- Maldición gitana (1953).
- Dos caminos (1954).
- Marcelino pan y vino (1955).
- Historias de la radio (1955).
- Suspenso en comunismo (1956).
- Fulano y Mengano (1957).
- Ya tenemos coche (1958).
- Las de Caín (1959).
- El Lazarillo de Tormes (1959).
- La venganza de Don Mendo (1960).
- Los que no fuimos a la guerra (1962).
- Vamos a contar mentiras (1962).
- Una chica casi formal (1963).
- La pandilla de los once (1963).
- El turista (1963).
- Una tal Dulcinea (1963).
- Un millón en la basura (1967).
- Sor Citroën (1967).
- Novios 68 (1967).
- Cuidado con las señoras (1968).
- La chica de los anuncios (1968).
- No desearás la mujer de tu prójimo (1968).
- La que arman las mujeres (1969).
- Susana (1969).
- ¿Por qué pecamos a los cuarenta? (1969).
- Verano 70 (1969).
- El abominable hombre de la Costa del Sol (1969).
- El taxi de los conflictos (1969).
- Los hombres las prefieren viudas (1970).
- Tristana (1970).
- Jenaro, el de los 14 (1973).
- La loca historia de los tres mosqueteros (1983).
- El pan debajo del brazo (1984).
- ¿De qué se ríen las mujeres? (1997).

## Televisión
Fue igualmente uno de los actores habituales en la televisión de los años sesenta y setenta, y estuvo presente en Televisión Española desde sus inicios, aunque ya contaba con la experiencia previa de haber formado parte del cuadro de actores de Radio Nacional de España, donde había ingresado en 1951 con la obra Yo, Eva, de Alfonso Paso.
Sus actuaciones en Estudio 1 fueron bastante habituales. En 1967 protagoniza la serie Angelino Pastor, y entre 1972 y 1973, el gran éxito fue Historias de Juan Español. Después vendría su emparejamiento artístico con Jesús Puente, con el que interpreta varios sketches humorísticos en el programa 625 líneas (1979) y con el que protagoniza la serie El español y los siete pecados capitales (1980).
Después vendrían intervenciones en las series El jardín de Venus (1983-1984), de José María Forqué, y Compuesta y sin novio (1994), con Lina Morgan. Además, y durante un tiempo, también probó suerte como presentador en el programa de Antena 3 J. M. presenta (1990).

### Trayectoria en TV
| - Casa para dos (1995) - Compuesta y sin novio (1994) - Vecinos (1994) - J. M. presenta (1990) - La mujer de tu vida - La mujer lunática (16 de febrero de 1990) - Primera función - Las manos son inocentes (18 de mayo de 1989) - El baile (1985) - Ninette y un señor de Murcia (1984) - El jardín de Venus (1983-1984) - El español y los siete pecados capitales (1980) - 625 líneas (1979) - Historias de Juan Español (1972) - Juegos para mayores - Una mañana (25 de enero de 1971) - La llave (15 de febrero de 1971) - Al filo de lo imposible - El secuestro (27 de junio de 1970) - El rescate (4 de julio de 1970) - Angelino Pastor (1967) - Tiempo y hora - Algunos vuelven (13 de febrero de 1966) - El Príncipe Ernesto (5 de junio de 1966) - El tercer rombo - Morir juntos (25 de enero de 1966) | - Estudio 1 - El pez en el agua (9 de marzo de 1966) - Una doncella francesa (3 de agosto de 1966) - Don Juan Tenorio (2 de noviembre de 1966) - Las señoras primero (11 de enero de 1967) - El castigo de la miseria (1 de enero de 1972) - El lindo don Diego (13 de julio de 1973) - Novela - El último encuentro (23 de marzo de 1964) - Historias de mi barrio - El sereno somnoliento (4 de marzo de 1964) - Primera fila - Tres sombreros de copa (29 de marzo de 1963) - Mi adorado Juan (27 de noviembre de 1963) - El landó de seis caballos (18 de diciembre de 1963) - Arsénico y encaje antiguo (4 de febrero de 1964) - Con la vida del otro (15 de abril de 1964) - La vida en un bloc (17 de marzo de 1965) - Gran teatro - Don Juan Tenorio (27 de octubre de 1963) - El amor de los cuatro coroneles (5 de abril de 1964) |

## Premios
Medallas del Círculo de Escritores Cinematográficos de 2000
| Categoría       | Resultado |
| --------------- | --------- |
| Premio homenaje | Ganador   |

- Premio Ondas (1966). Nacionales de televisión: Mejor actor.

- TP de Oro (1972). Mejor Actor por Historias de Juan Español.

- TP de Oro (1980): Personaje más popular por El español y los siete pecados capitales, junto a Jesús Puente.

- TP de Oro (1985). Mejor Actor por El baile.

- Medalla de Oro al Mérito en el Trabajo (2001)